# Verfassungsdebatte bei Herodot
Die Verfassungsdebatte bei Herodot ist in den Historien des Herodot (3,80–82) ein Gespräch dreier adliger Perser über die beste Verfassung für ihr Land. Sie fand angeblich nach dem Tod des Herrschers Kambyses II. (522 v. Chr.) und einer Besetzung des persischen Thrones durch die benachbarten Meder statt. Da die Anführer von sieben adligen persischen Familien den fremden König Smerdis auf dem eigenen Thron nicht akzeptieren wollten, töteten sie ihn und berieten sich über seine Nachfolge. Nach Argumenten für die Rechtsgleichheit aller und die Herrschaft der besten Männer durch Otanes und Megabyzos I. konnte sich Dareios I. mit dem Plädoyer für die Fortführung der Monarchie durchsetzen. Die sich daran anschließende Königswahl konnte Dareios durch eine List für sich entscheiden.
Die Debatte zählt zu den in der Forschung am häufigsten betrachteten antiken Zeugnissen über Verfassungstheorien. Dabei werden besonders die von Herodot benutzten Quellen und die Beiträge der drei beteiligten Redner teils kontrovers diskutiert. Umstritten war lange, ob solche Reden damals in Persien möglich waren, und ob für diesen Fall Herodot den Wortlaut der Debatte wiedergegeben hat. Eventuelle historische Hintergründe werden teils mit der Behistun-Inschrift in Verbindung gebracht, die Dareios I. während seiner Herrschaft zur Erinnerung an seine Taten anfertigen ließ. Während in der älteren Forschung teils die Ansicht vertreten wurde, die Debatte sei im Kern authentisch, sind sich die weitaus meisten heutigen Althistoriker einig darüber, dass Herodot hier Positionen einer Debatte, die zu seiner Zeit in Griechenland bzw. Athen geführt wurde, an den persischen Hof des Jahres 522 verlegte: Schon allein deshalb, weil das Konzept und die Idee der Demokratie erst im Griechenland des 5. Jahrhunderts entstanden sei, sei die Annahme absurd, Herodot gebe hier eine tatsächlich in Persien geführte Diskussion wieder.

## Rahmengeschichte nach Herodot

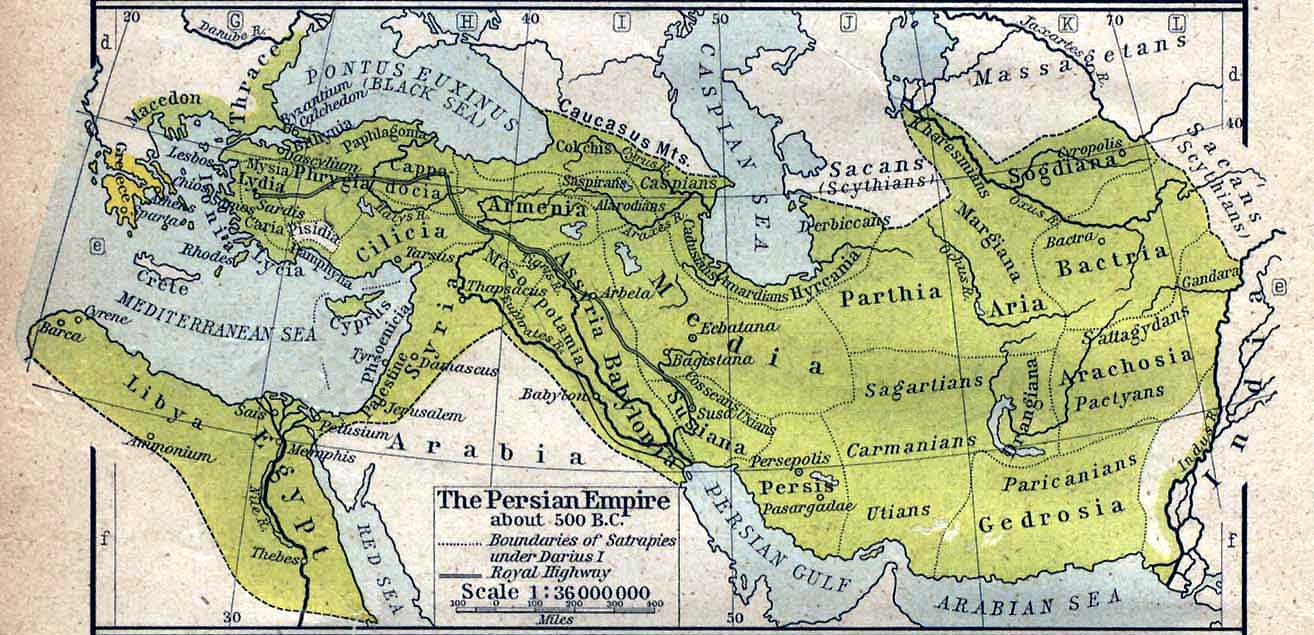
Das Perserreich um 500 vor Christus zur Zeit der Verfassungsdebatte

Herodot bietet eine recht märchenhafte Version der Ereignisse. Nachdem der persische König Kambyses II. in Ägypten einen Religionsfrevel begangen hatte (3,29), ereilte ihn ein Traum: Sein von Herodot Smerdis genannter Bruder Bardiya werde seinen Thron übernehmen. Um dies zu verhindern, schickte Kambyses seinen Diener Prexaspes nach Persien zurück, damit dieser seinen Bruder töte (3,30). Nach weiteren Freveltaten und Morden in seiner Familie erhielt er die Nachricht, dass ein Smerdis nun auf dem persischen Thron sei (3,61). Er vermutete einen Betrug seines Dieners, doch dieser verwies auf einen gleichnamigen Meder Smerdis (inschriftlich Gaumata genannt), der auch noch so ähnlich aussah wie Kambyses’ Bruder. Dieser hatte zusammen mit seinem Bruder Patizeithes eine Verschwörung in Persien initiiert und den persischen Thron mit den feindlichen Medern besetzt (3,62–63). Kambyses erkannte seinen Irrtum, wollte in die Heimat aufbrechen und den Thron zurückerobern, starb aber durch ein Unglück am gleichen Ort: Sein eigenes Schwert hatte sich von der Scheide gelöst und sein Bein tödlich verletzt (3,64). Sterbend befahl er den vornehmsten Persern, ihren eigenen Thron von den Medern zurückzuerobern; diese glaubten ihm aber nicht (3,65–66).
Der falsche Smerdis herrschte im Verborgenen zur Zufriedenheit aller mit Ausnahme der Perser (3,67). Mit einer List konnte Otanes den falschen Smerdis als Betrüger identifizieren und zog daraufhin fünf Perser – Gobryas, Megabyzos, Intaphrenes, Hydarnes und Ardumaniš – ins Vertrauen (3,68–70). Zu diesen stieß noch Dareios I., der sich zuvor in der laut Herodot persischen Hauptstadt Susa aufgehalten hatte (3,70). Er riet gegen Otanes’ Empfehlung, sofort zu handeln (3,71–73). Inzwischen versuchte Smerdis, Kambyses’ ehemaligen Diener Prexaspes auf seine Seite zu ziehen. Dieser verkündete trotz anderer Anweisungen dem Volk seinen einstigen Mord am echten Smerdis und stürzte sich in den Tod (3,74–76). Dadurch gewarnt, drangen die Sieben in den Palast und töteten alle Meder (3,76–79). Seitdem, so Herodot, ist der 29. September 522 v. Chr. persischer Feiertag.
Nach der tyrannischen Herrschaft von Kambyses II. und dem Betrug des Meders Smerdis standen laut Herodot fünf Tage nach diesem Anschlag die Anführer der sieben vornehmsten persischen Familien vor der Frage, unter welche Verfassung sie das persische Volk stellen sollten. Nach Argumenten für die Rechtsgleichheit aller (3,80) und für die Herrschaft der besten Männer (3,81) durch Otanes und Megabyzos I. konnte sich Dareios I. (3,82) mit dem Plädoyer für die Monarchie durchsetzen, da die übrigen vier Vertreter Dareios’ Argumenten folgten: Durch diesen Mehrheitsentscheid (fünf gegen zwei) wurde also beschlossen, dass Persien eine Monarchie bleiben solle. Von der nun anstehenden Wahl zum Monarchen trat Otanes zurück, forderte aber Freiheit für sich und seine Nachkommen (3,83–84). Für die Bestimmung des Königs wurde folgendes Verfahren angesetzt: Wessen Pferd zuerst nach Aufgang der Sonne wiehert, der solle König werden (3,84). Dareios’ Stallmeister Oibares brachte durch eine List dessen Pferd dazu, als erstes zu wiehern. Dies wurde noch durch einen gottgesandten Blitz bestätigt, woraufhin Dareios I. König wurde (3,85–87).

## Debatte

### Otanes
Der Perser Otanes gehörte als Schwager von Kyros II. sowie als Onkel und Schwiegervater von Kambyses II. zur ehemals regierenden Familie der Achaimeniden. Er spricht sich zunächst gegen die in den Jahren zuvor erlebte Monarchie von Kambyses II. aus, die von dessen Hochmut geprägt gewesen sei. Zudem hätten die Perser unter der Herrschaft des Meders Smerdis gelitten (3,80,2). Auch der beste Monarch gehe ethisch fehl, handle nur nach eigenem Willen und stelle sich über die üblichen Gesetze. Ursache dafür seien der von Natur aus im Menschen angelegte Neid und die durch zu viel Macht und zu viele Güter hervorgerufene Hybris (3,80,3–4). Obwohl der Monarch ohne Neid sein müsste, da er selbst ja alle guten Dinge habe, beneide er die anderen Guten im Lande, missgönne ihnen ihr Leben und umgebe sich so lieber mit den übelsten Personen. Für ihn kommen aber dennoch weder Lob noch Tadel in Frage, da das eine Schmeichelei, das andere eine Beleidigung darstelle (3,80,4–5). Schließlich verbindet Otanes mit dem Alleinherrscher Vergewaltigung der Frauen, Gesetzesfrevel und ungestraften Mord (3,80,5).
Nach der ausführlichen Beschreibung des Wandels auch des besten Alleinherrschers zum üblen Tyrannen (3,80,2–5) spricht sich Otanes in nur wenigen Worten für eine Verfassung aus (3,80,6). Den erst später von Herodot (4,137,2; 6,43,3 und 6,131,1) geprägten Begriff der Demokratie, der Herrschaft der Vollbürger in einem Gemeinwesen, erwähnt er dabei nicht. Doch er fordert die politische Gleichheit aller Vollbürger, die Isonomie, denn diese habe gegenüber allen anderen den schönsten Namen. Aus ihr resultierten Chancengleichheit durch die Erlosung der Ämter, eine Vorbeugung gegenüber willkürlicher Machtausübung aufgrund der Rechenschaftspflicht der Beamten und die Entscheidung aller politisch wichtigen Dinge durch das Volk.

### Megabyzos I.
Nur mit wenigen Worten (3,81,1) unterstützt der zweite Redner, Megabyzos I., Otanes’ Argumente gegen die Monarchie und verweist dabei auf die Hybris. Diesen Hochmut habe aber, so Megabyzos weiter, auch die Volksmasse. Man würde somit vom einen zum anderen Übel wechseln, wobei das Volk das schlimmere der beiden sei, da es zudem noch ungezügelt, ungebildet, unwissend, schnell am Pöbeln und ohne Verstand sei; auch habe es grundsätzlich schlechte Absichten. Wer also zu dieser Verfassung rate, plane Übles gegen das persische Volk (3,81,1–3). Der Alleinherrscher habe zumindest noch den für die Regierung nötigen Verstand; die besten Einfälle habe aber die Gemeinschaft der besten Männer, die Aristokratie. Und natürlich seien die Vornehmen bestens geeignet, ein solches Organ zu wählen (3,81,3).

### Dareios I.

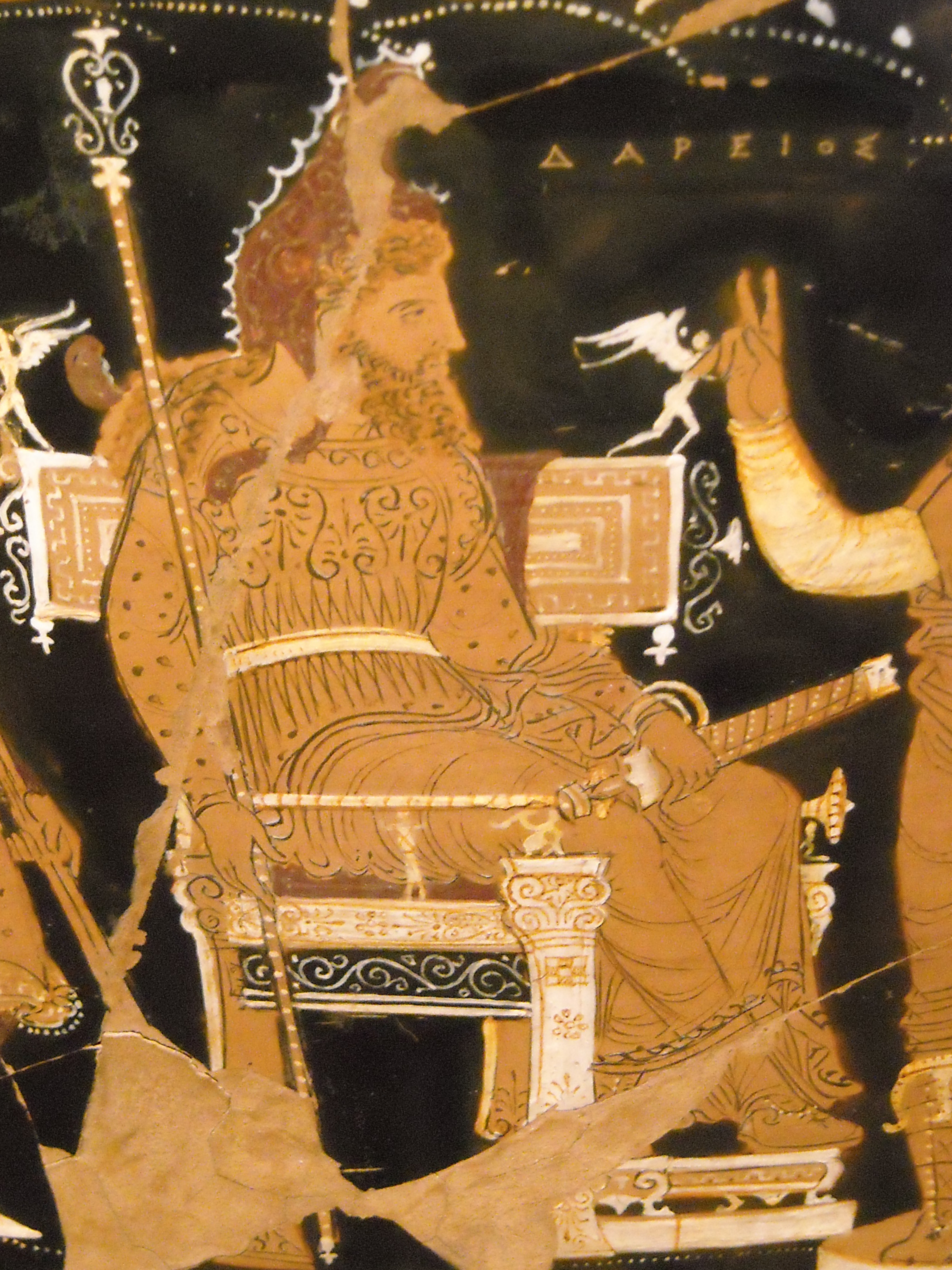
Dareios auf der Perservase des Dareios-Malers; um 340/20 v. Chr.

Dareios I. geht nicht auf die ausführlichen Vorwürfe des Otanes ein, sondern folgt Megabyzos’ Argumentation. Er setzt als Prämisse, jeweils nur die bestmögliche Form der jeweiligen Varianten einer Verfassung zu betrachten (3,82,1). Demnach sei in einer Monarchie der Alleinherrscher tatsächlich der beste Mann, verfüge über die beste Einsicht und unterliege auch nicht der Kritik des Volkes; nur von einer Person allein könnten Geheimnisse am besten bewahrt werden (3,82,2). Die besten Männer seien zwar wie der Monarch am Gemeinwohl interessiert, würden durch Egoismus aber zu starker Rivalität, Aufstand und Mord getrieben, was nur durch einen Alleinherrscher unter Kontrolle bleibe (3,82,3). Bezüglich der Herrschaft des Volkes postuliert er – entgegen seinem Ansatz, jeweils die beste Variante zu betrachten – eine Schlechtigkeit der Massen. Deren Aufspaltung in große und miteinander rivalisierende Teile führe zwangsläufig zur Neuordnung durch einen Herrscher, der dadurch die Bewunderung des Volkes erlange (3,82,4). Dareios beschließt die Debatte, so wie Otanes sie begonnen hat, indem er auf die lehrreiche Vergangenheit verweist. Schließlich habe ein Einzelner sie seinerzeit befreit, Kyros II., und außerdem müsse man doch den väterlichen Gesetzen folgen. Daher müsse man bei der bewährten Herrschaft eines Mannes, des Königs, bleiben (3,82,5). Die Argumentationsstrategie des Dareios ist ebenso durchschaubar wie effizient: Unter der Prämisse, dass die Alleinherrschaft tatsächlich die Herrschaft des absolut besten Mannes ist, bedeutet jede Beteiligung anderer Menschen an der Macht automatisch die Beteiligung weniger geeigneter Menschen.

## Argumentationsstruktur

### Antilogisches Verfahren
Als ein Strukturmerkmal der Verfassungsdebatte wird in der Forschung das antilogische Verfahren angesehen, bei dem der eine Debattierende Argumente gegen die Argumente des Kontrahenten setzt. Laut dem Schweizer Altertumswissenschaftler Heinrich Ryffel ist dieses Verfahren das „unbarmherzigste“, wenn die Unbeständigkeit und damit der Verfall von Verfassungen dargestellt werden soll. Hier habe dies eine Einleitung mit persönlichem Bezug auf die gegebene Lage, einen sachlich-begründenden Mittelteil und eine persönlich gehaltene Abrundung oder eine für den Nachfolger passende Überleitung zur Folge. Die Überleitung werde vom Nachfolger oftmals aber nicht aufgenommen, wie schon der deutsche Philologe Helmut Apffel feststellte: Megabyzos verwirft die Aussagen von Otanes nur mit dem Verweis auf den naturgegebenen Übermut des Volkes, worin ihm Dareios folgt, und sieht in der Volksherrschaft schon das Schlechte an sich. Dafür gebe er keine Argumente an.
Megabyzos’ Argumente für die Herrschaft der Besten würden dann von Dareios kaum angegriffen, er nutze sie sogar für seine eigene Argumentation, da auch bei ihm der Regierende die beste Meinung habe. Seine weiteren Argumente für die Monarchie – Geheimhaltung, beste Sorge für Volk und Tradition – seien entweder sachlich schwer zu fassen oder von Otanes schon in anderer Richtung interpretiert: Die direkten Vorgänger Kambyses II. und der falsche Smerdis waren für die Perser schreckliche Tyrannen. Dareios habe sich wohl aus Rücksicht auf die anwesenden adligen Perser auf die Tradition berufen. Auch das von Otanes dargelegte mögliche Abgleiten des guten Monarchen zum schlechten Tyrannen habe Dareios nicht weitergeführt, seine Argumentation ende an diesem Punkt. Zudem vermeide Dareios als einziger der Redner das Wort „Tyrann“. Umstritten ist in der Forschung, wie Dareios’ Prämisse, gute Verfassungen zu betrachten, interpretiert werden soll. Schließlich müsste es dann auch eine von Dareios übergangene schlechte Form der Monarchie geben, wie Otanes sie ja beschrieben hatte. Dies werde überdeckt durch die gelehrte Ausdrucksweise und durch den Verzicht auf den Potentialis (Möglichkeitsfall), den seine Kontrahenten verwendeten.

### Verfassungsverfall oder -kreislauf
Ryffel sah in der Verfassungsdebatte einen Kreislauf, bei dem auf die eine Verfassungsform zwangsläufig die andere folge. So entstünden aus den Herrschaften der Besten und der politisch gleichgestellten Bürger jeweils tyrannische Monarchien. Der deutsche Althistoriker Klaus Bringmann widerspricht dem, da bei Dareios alles nur auf die Monarchie zusteuere, das Volk den Monarchen bewundere bzw. der Monarch selbst die Streitigkeiten der Besten beende. Somit läge kein Wechsel, sondern eher ein Verfall vor. Dieser sei auch bei Otanes’ Argumentation zu finden, da bei diesem der gute Monarch aufgrund seines natürlichen Neids und wegen des durch viele Besitztümer hervorgebrachten Hochmuts zum üblen Tyrannen werde. Ryffel sah nur Letzteres gegeben und vermutete deshalb eine Veränderung der Theorie des Verfassungsverfalls zu der eines Verfassungswechsels. Anders erklärte Altheim diese Problematik: Herodot sei dazu gezwungen worden, die Argumente in eine lineare Struktur zu bringen.
In jedem Falle, so Ryffel weiter, werde von allen drei Gesprächspartnern die Vortrefflichkeit der Verfassung nur aus Sicht der Regierenden geschildert. Inwiefern die jeweilige Verfassung für die Regierten am besten sei, darauf gingen die Redner nicht ein. Auch andere Einflüsse wie Geld, Reichtum oder externe Einflüsse spielten keine Rolle, auch wenn Herodot an anderen Stellen seines Werkes auf sie eingeht.

## Funktion und Zweck
Funktion und Zweck der Debatte innerhalb der Historien sind in der Forschung umstritten. Einerseits sehen Apffel und Gottwein eine gewünschte Kontrastierung von Griechen gegenüber Nichtgriechen und damit eine mögliche Vorwegnahme der Perserkriege. Dann wäre die Funktion dieser Debatte im Werk, so Apffel, ein griechisches Überlegenheitsgefühl gegenüber den Nichtgriechen zu kritisieren. Die Passage habe somit eine erzieherische Absicht, die sich besonders in Otanes’ isolierter Stellung in der Debatte und seinem späteren Rückzug aus den politischen Funktionen zeige.
Bringmann sieht hingegen Dareios durch seine Argumentation von Herodot treffend charakterisiert: Er soll als entschlossener, von keinerlei Skrupeln gehemmter Machtmensch und Volksverführer gezeigt werden, der die schlechtere Sache mit dem Ziele der Alleinherrschaft zur besseren mache und dabei eine historische Gelegenheit gut nutze. Dabei seien ihm auch Lügen recht, da Otanes die letztlich besseren Argumente bringe und Dareios nur durch die Einführung einer zusätzlichen Prämisse die übrigen Perser überzeugen könne. Laut dem Althistoriker Alexander Demandt folgen die Perser bei Herodot nur deshalb Dareios’ Worten, weil die tatsächliche Geschichte dies notwendigerweise verlangte, da Dareios I. nun einmal König Persiens wurde.

## Motivation und Quellen
Noch umstrittener als der Zweck der Verfassungsdebatte sind ihre Motivation und die von Herodot verwendeten Quellen. Apffel war der Ansicht, dass Dareios’ Thronbesteigung eine günstige Gelegenheit für eine solche Debatte war und dass Herodots Gewährsleute ihm wirklich Material geboten haben, das er im Sinne einer Verfassungsdebatte verstehen oder verwenden konnte, wenn nicht sogar musste. Bereits Wüst sprach Herodot einen bedeutenden Eigenanteil zu, da er wohl erfahren habe, dass ein Perser gegen die Alleinherrschaft gesprochen habe; daraufhin habe er die Debatte geformt.
Zeitlich wird das Gedankengut der Debatte unterschiedlich eingeordnet: Gottwein legt sich auf 480 vor Christus fest, da Otanes eine Demokratie empfiehlt, wie sie im Athen dieser Jahre zu finden gewesen sei; laut Bringmann kann sie hingegen nicht vor der Mitte des 5. Jahrhunderts vor Christus verschriftlicht worden sein. Argumente dafür seien, dass erst nach 462/1 vor Christus mit Perikles in der entwickelten Attischen Demokratie ein Einzelner dem Volk vorstand. Auch Wüst vermutet, dass Herodot solch einen aus dem Volk hervorgegangenen Anführer gekannt haben musste, um die Verfassungsdebatte so schreiben zu können. Apffel widerspricht dem Bezug auf Perikles, da bei Herodot der Anführer sich zum Tyrannen weiterentwickelte, was nicht auf Perikles, sondern höchstens auf Peisistratos zuträfe.

### Griechische Quellen
Für Ryffel ist Herodots Darstellung die „erste, eine ausgebaute Theorie verratende und für uns heute noch greifbare Erläuterung“ von Verfassungstheorien, auch wenn der Athener Solon die drei Formen schon angesprochen hatte. Diese Dreiteilung wurde daraufhin kanonisch und ist laut Apffel schon in Pindars zweiter Pythischer Ode (2,86 ff.) als bekannt vorauszusetzen. Als direkte Quellen ist laut dem russischen Altertumswissenschaftler Wassili Wassiljewitsch Struwe nicht Herodots geschichtsschreibender Vorgänger Hekataios von Milet Vorbild für diese Debatte; auch attische Vorbilder sind wegen der wenigen Formen im attischen Griechisch laut Schulz unwahrscheinlich.
Schröder vermutet, dass Themen der epitaphischen Reden (Grabrede) darunter zu finden sind, die chronologisch durch Aischylos’ „Die Perser“ und Euripides’ „Die Hilfeflehenden“ umrahmt seien. Und so bietet laut Ryffel generell die Rede am Grabmal Gelegenheit zur Entwicklung von Verfassungsreflexionen. Apffel sah eher medizinische Schriften von Herodot verarbeitet, darunter vor allem die hippokratische Schrift „Über die Umwelt“. Dabei sei Herodot entweder unwillkürlich in den wissenschaftlichen Stil seiner Zeit verfallen oder habe aus fertigen Formulierungen Inhalte übernommen. Diese seien vor allem in Otanes’ Rede zu finden.
Sophistik:
Besonders häufig wird in der Forschung ein Bezug zur Sophistik, einer geistigen Strömung des 5. Jahrhunderts vor Christus, vermutet. So ist laut Ryffel die „geistige Heimat“ für Herodots Verfassungsdebatte beim Sophisten Protagoras zu finden. Da die schriftliche Überlieferung für diesen aber nur spärlich und vornehmlich bei dem nach Herodot schreibenden Philosophen Platon zu finden ist, ist er laut Ryffel als direkte Quelle fraglich. Jedenfalls identifizierte sich Herodot nicht gänzlich mit den Sophisten, sondern wurde nur von ihnen beeinflusst. Für Demandt ist denn auch unklar, ob Herodot dieses „früheste Dokument sophistischer Staatstheorie“ von einem Sophisten übernommen oder selbst in sophistischer Weise verfasst hat. Ryffel meint, Herodot habe die Grundsätze einer von Sophisten stammenden Verfassungskritik in sein Werk eingearbeitet. Das erwähnte regelmäßige Umschlagen der Verfassungsformen sei dann bald Thema der Beratungsrede geworden. Pohlenz und Howald nehmen dagegen eine bereits ausgeprägte, sophistischem Einfluss widerstehende Eigenständigkeit Herodots an. Auch Apffel befasste sich in seiner Dissertation zu diesem Thema ausführlich mit möglichen sophistischen Formulierungen bei Herodot, fand aber nicht viel, und das Wenige auf Dareios’ Rede vom Verfassungsverfall beschränkt. Dies aber interpretierte er als indirekte Kritik an den Sophisten. Des Weiteren führte er sprachliche Argumente gegen einen sophistischen Einfluss an.

### Persische Quellen

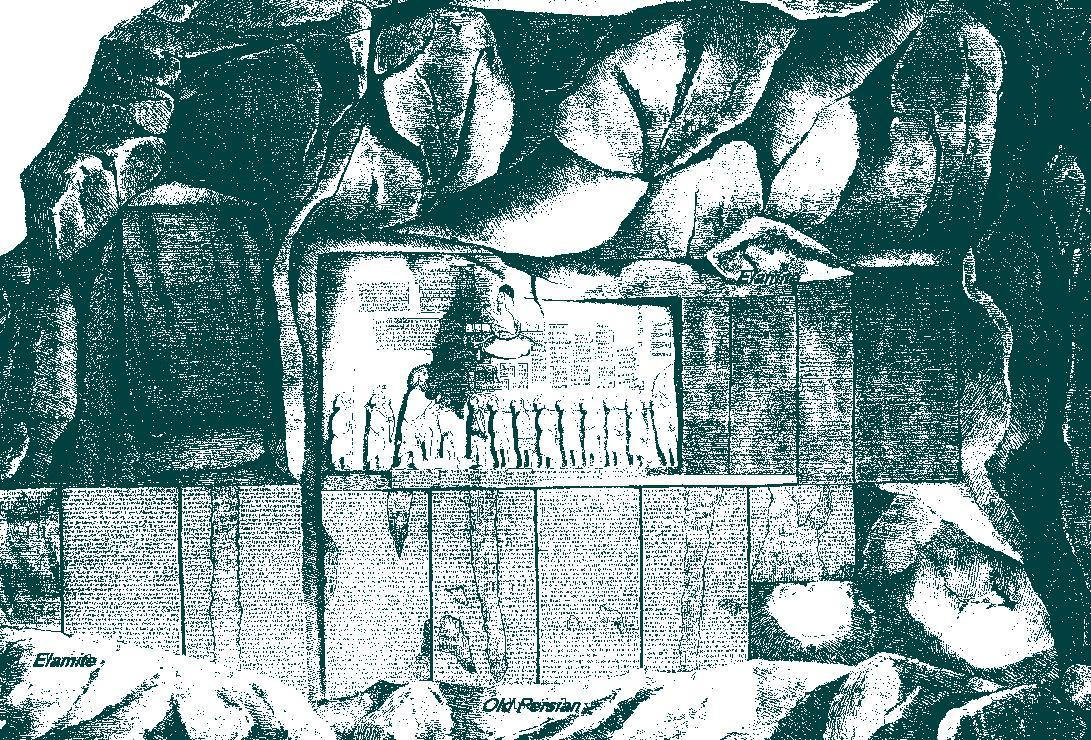
Die Behistun-Inschrift, möglicherweise eine Quelle für Herodots Verfassungsdebatte

Auch persische Quellen wurden insbesondere von der älteren Forschung, die weniger kritisch im Umgang mit Herodot war, in Erwägung gezogen. So berichtet Herodot im Umfeld der Verfassungsdebatte (3,87) von persischen Gewährsleuten, die ihm zur Erlangung des persischen Thrones durch Dareios unterschiedliche Geschichten erzählt haben. Dies brachte den deutschen Klassischen Philologen Felix Jacoby dazu, auch für die Verfassungsdebatte selbst persische Quellen als möglich, wenn auch nicht allzu wahrscheinlich zu erachten. Argumente dafür sieht er im Anfang der Verfassungsdebatte und in einem Hinweis bei Herodot (6,43).
Am Beginn der Debatte weist Herodot darauf hin, dass die nun folgenden Reden manchen Griechen wenig vertrauenswürdig erscheinen könnten, dass sie aber dennoch so gehalten wurden. Laut Demandt gibt Herodot damit zu, die Argumentation in persische Münder zu legen, da nichts darauf hindeute, dass in Persien eine solche Problematik diskutiert wurde. Auch Bringmann warnt davor, persische Quellen anzunehmen, da Gedanken über innergesellschaftlichen Frieden und über eine von mehreren Personen ausgeübte Herrschaft nur bei den Griechen zu finden seien und die Perser diese nicht übernommen hätten. Apffel merkte an, dass Herodot sich hier im Gegensatz zu vielen anderen Stellen nicht hinter anonymen Gewährsleuten versteckt, sondern explizit seine Quellen nennt, um Vertrauen in diese darzulegen. Für den deutschen Philologen Heinrich Stein könnte diese Erklärung auch gegen mögliche Einsprüche des Athener Publikums bei Herodots Vorlesungen seines Werkes sprechen; Apffel dachte da vornehmlich an Sophisten.
In Herodot 6,43 nimmt der Autor Bezug auf die Verfassungsdebatte. Auch dort verweist er darauf, dass manche Griechen seinen Ausführungen über Otanes’ Argumente für ein gleiches Recht aller persischen Bürger nicht glauben wollten. Dabei habe allerdings der persische Feldherr Mardonios die Tyrannen in den ionischen Städten abgesetzt und Demokratien eingerichtet. Laut Bringmann ist diese Information aber nicht relevant für die Verfassungsdebatte, da die Perser jeweils die Verfassungsform einsetzten, die sich der persischen Vorherrschaft am besten einfügte. Schon Apffel hatte angemerkt, dass Ionien ja ein griechisch geprägtes Land war, sodass Demokratien dort nicht unmöglich waren. Herodots Hinweis darauf, dass man den scheinbar sophistischen Reden in der Verfassungsdebatte nicht glauben wollte, scheint Apffel eher ein Argument dafür gewesen zu sein, dass sie eben nicht sophistisch geprägt sind.

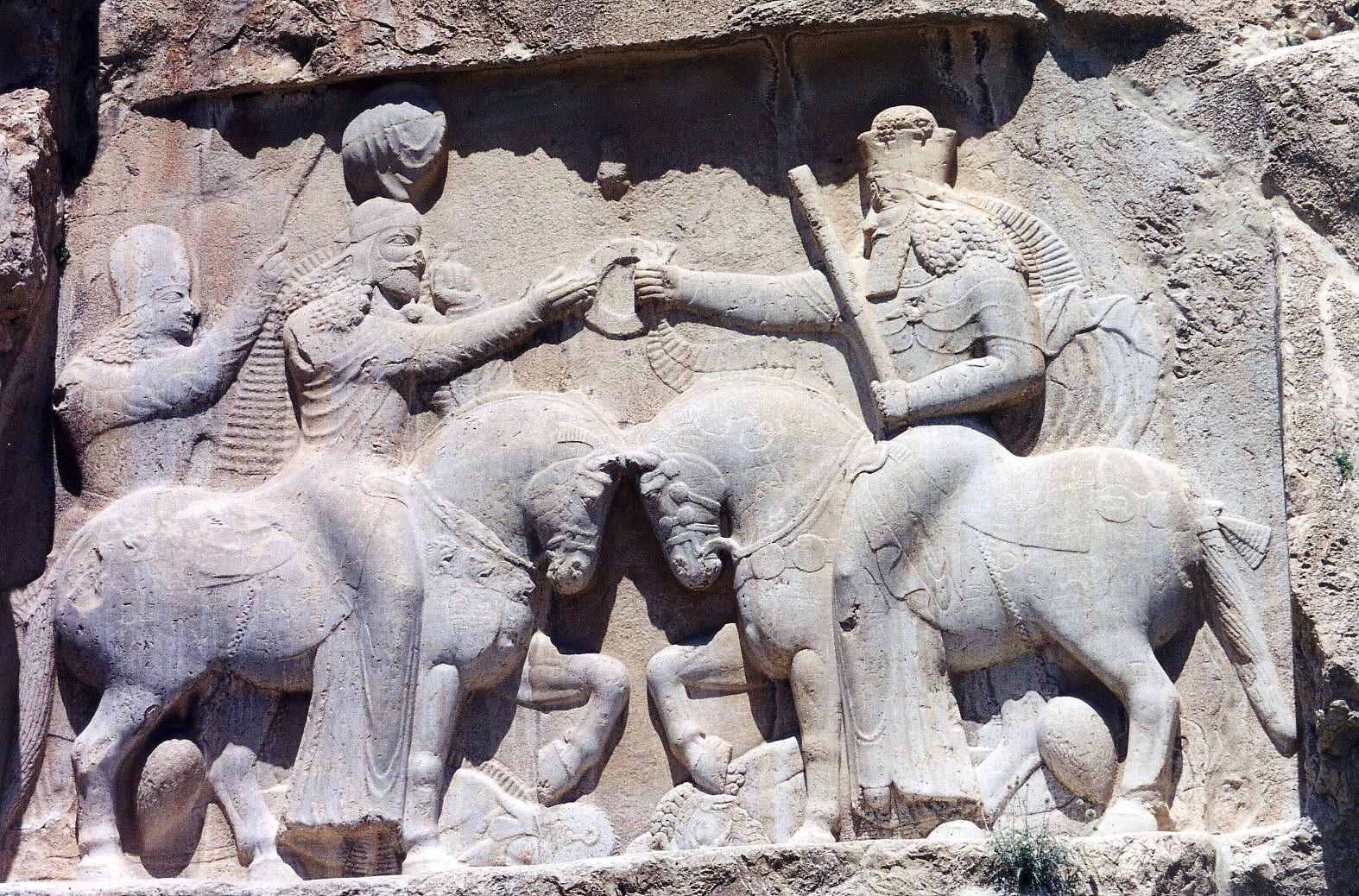
Die zweite Grabinschrift von Naqsch-e Rostam zeigt rechts Dareios I. auf einem Pferd, darunter den besiegten falschen Smerdis, Gaumata

Darüber hinaus wurde von einigen Wissenschaftlern ein Bezug zur persischen Behistun-Inschrift hergestellt, da auch diese einige Aspekte der Verfassungsdebatte enthält. So wird auch dort ein falscher Smerdis auf dem persischen Thron angegeben, der sich als Bruder des Kambyses ausgab. Der deutsche Altertumswissenschaftler Hans Wilhelm Haussig vermutet, dass der echte Smerdis nach Kambyses’ Tod oder schon während dessen Zug nach Ägypten unter Mithilfe der Mager König wurde. Dareios überwältigte ihn zunächst und versuchte dann im Nachhinein diesen Gewaltakt damit zu entschuldigen, dass dies ja ein falscher Smerdis gewesen sei. Herodot habe diesbezüglich eine geschönte Fassung als Quelle genutzt. Für Struwe ist außerdem die zweite Grabinschrift des Dareios von Naqsch-e Rostam eine Hauptquelle für die Verfassungsdebatte. Dort betont Dareios ebenso wie bei Herodot, dass es nicht sein Wunsch sei, dass der Angesehene wegen des einfachen Mannes Schlechtes ertragen muss. Zudem sei er mit fleißigen Menschen und einer gut gelenkten Ordnung zufrieden. Damit könne, so Struwe, die Verfallstheorie des Otanes widerlegt werden. Auch Apffel sah vor allem in den Reden von Megabyzos und Dareios Elemente persischer Herkunft. Für ihn gab es drei Möglichkeiten dafür, dass Herodots Informationen mit den persischen Quellen zum Teil übereinstimmen: Entweder kannte er sie direkt; oder er nutzte einen anderen darauf bezogenen persischen Text; oder die Inschriften sind aufgrund einer tatsächlichen Debatte entstanden, auf die auch Herodot zurückgriff.

### Genutzte Literatur
- Helmut Apffel: Die Verfassungsdebatte bei Herodot (3,80–82). Erlangen 1957 (Erlangen, Universität, Dissertation, 1957; abgedruckt in: Die Verfassungsdebatte bei Herodot. Helmut Apffel and Politisches Denken bei Herodot. Arno Press, New York NY 1979, ISBN 0-405-11574-1, separate Zählung).
- Klaus Bringmann: Die Verfassungsdebatte bei Herodot 3, 80–82 und Dareios’ Aufstieg zur Königsherrschaft. In: Hermes. Bd. 104, Heft 3, 1976, S. 266–279.
- Alexander Demandt, Der Idealstaat. Die politischen Theorien der Antike. 3., durchgesehene Auflage. Böhlau, Köln u. a. 2000, ISBN 3-412-09899-X, S. 10 und 48–49.
- Hans W. Haussig. In: Herodot: Historien (= Kröners Taschenausgabe. Bd. 224). Übersetzt von August Horneffer. Neu herausgegeben und erläutert von Hans W. Haussig. Mit einer Einleitung von Walter F. Otto. Deutsche Gesamtausgabe, 4. Auflage. Kröner, Stuttgart 1971, ISBN 3-520-22404-6, S. 674–677.
- Alfons Huber: Die Verfassungsdebatte bei Herodot (III 80–82) als ein Beitrag zur Politischen Bildung. In: Anregung. Bd. 23, Nr. 3, 1977, ISSN 0402-5563, S. 163–172.
- Felix Jacoby: Herodot. In: Paulys Realencyclopädie der classischen Altertumswissenschaft (RE). Supplementband II, Stuttgart 1913, Sp. 429 f.
- Heinrich Ryffel: ΜΕΤΑΒΟΛΗ ΠΟΛΙΤΕΙΩΝ [Metabolē politeiōn]. Der Wandel der Staatsverfassungen. Untersuchungen zu einem Problem der griechischen Staatstheorie. Paul Haupt, Bern 1949, besonders S. 34–35, 63–73 und 238–23 (Bern, Universität, Dissertation, 1946; Nachdruck. Arno Press, New York 1973, ISBN 0-405-04800-9).
- Wolfgang Stammler. In: Herodot: Neun Bücher der Geschichte. Nach der Übersetzung von Heinrich Stein bearbeitet und ergänzt von Wolfgang Stammler. Magnus-Verlag, Essen 2006, ISBN 3-88400-003-9, S. 568–572.
- Heinrich Stein (Hrsg.): [Historiae] Herodotos. Band 2. 4., verbesserte Auflage. Weidmann, Berlin 1893, S. 89–95 (Ausgabe 1869 online verfügbar).

### Weitere zentrale Literatur
- Fritz Gschnitzer: Die Sieben Perser und das Königtum des Dareios. Ein Beitrag zur Achaimenidengeschichte und zur Herodotanalyse (= Sitzungsberichte der Heidelberger Akademie der Wissenschaften. Philosophisch-Historische Klasse. Jg. 1977, Abh. 3). Carl Winter Universitätsverlag, Heidelberg 1977, ISBN 3-533-02598-5.
- Jacqueline de Romilly: Le classement des constitutions d’Hérodote à Aristote. In: Revue des Études Grecques. Bd. 72, 1959, ISSN 0035-2039, S. 81–99, Digitalisat.
- Jacqueline de Romilly: Histoire et philosophie: Naissance de la philosophie politique en Grèce. In: Diogène. Revue trimestrielle. Publiée sous les auspices du Conseil International de la Philosophie et des Sciences Humaines et avec l’aide de l’Unesco. Bd. 88, 1974, ISSN 0419-1633, S. 66–85.
- David Stockton: The classical Athenian democracy. Oxford University Press, Oxford u. a. 1990, ISBN 0-19-872136-6, S. 166 f.
- Karl Wüst: Politisches Denken bei Herodot. Dissertationsdruckerei und Verlag Konrad Triltsch, Würzburg 1935, S. 47 ff. (München, Universität, Dissertation, 1935; dort, wie auch bei Apffel (1958), S. 6–7 und 9–23 und Bringmann (1976), Anmerkungen 2 und 3 weiterführende Bibliographien).